# Malik Izz al-Din ibn Rukn al-Din Mahmud
Malik Izz al-Din ibn Rukn al-Din Mahmud (mort el 29 de setembre de 1382) fou malik mihrabànida de Sistan del 1352 al 1380. Era fill de Malik Rukn al-Din Mahmud.
Fou nomenat malik pels notables de Sistan el 1352 a la mort del seu germà Malik Jalal al-Din Mahmud. Poc després de pujar al tron va esclatar un conflicte amb el seu cosí Muhammad ibn Malik Nusrat al-Din Muhammad, que governava la ciutat d'Uq i gaudia d'ampli suport al nord del Sistan. Muhammad va reconstruir diverses fortaleses i es va apoderar dels territoris de la corona a la seva comarca; la guerra civil va destruir els canals de reg i els camps d'agricultura de Sistan i la fam va esdevenir un problema seriós. Durant aquest temps, vers 1363/1364, va donar refugi a Tamerlà (Timur Barlas), que havia estat expulsat feia poc de Transoxiana.
Als darrers anys el descontentament popular conyta el seu visir Muhammad "Ata" es va estendre. El fill del malik, Qutb al-Din es va unir a l'oposició i un dia, mentre el seu pare estava de cacera, una manifestació a Zarandj va donar a la gent el control de la ciutadella i el visir fou assassinat. Qutb al-Din i els seus partidaris van continuar la revolució i finalment van derrotar les forces lleials al seu pare. Izz al-Din fou fet presoner i exiliat.
Izz al-Din va intentar recuperar el tron i va anar a Herat a demanar el suport del kàrtida Malik Ghiyath al-Din Pir Ali. Junt amb el malik de Farah, Iksandar ibn Inaltigin, Izz al-Din i una força kàrtida van envair el Sistan a la primavera del 1380. Molts partidaris de Qutb al-Din el van abandonar, i el malik rebel va fugir permetent a Izz al-Din recuperar la capital Zarandj. Però aviat Qutb al-Din, fou cridat altre cop per diversos nobles i comandants militars; quan va retornar va derrotar a Izz al-Din i a Iksandar i els va forçar a abandonar Sistan. Izz al-Din desmoralitzat, va decidir renunciar. Va retornar a Sistan i va renunciar al tron al favor del seu fill i va morir abans de dos anys.